# 1722년
1722년은 목요일로 시작하는 평년이다.

## 연호
- 청(淸) 강희(康熙) 61년
- 일본(日本) 교호(享保) 7년
- 후 레 왕조(後黎朝) 바오타이(保泰) 3년

## 기년
- 류큐(琉球) 쇼케이왕(尚敬王) 10년
- 청(淸) 성조 강희제(聖祖 康熙帝) 61년
- 조선(朝鮮) 경종(景宗) 2년
- 후 레 왕조(後黎朝) 유종(裕宗) 18년

## 사건
- 4월 5일-부활절이었던 이날 네덜란드의 로게벤이 유럽인으로는 최초로 이스터섬에 상륙하였다.
- 12월 27일: 청나라의 5대 황제 옹정제가 등극하다.

## 탄생
- 1월 12일 - 독일 출신 프랑스 장군 니콜라 뤼크네르

## 사망
- 12월 20일 - 청나라 4대 황제 강희제